# 庶家
庶家（しょけ、英語: cadet branch）とは、宗家ないし本家より別れた一族のことをいう。嫡流に対し庶流の家柄。主に日本の封建時代においてみられた血族集団である。分家、庶流、庶子家ともいう。なお、ときたま混同されるが、傍系とは、本家・分家とは無関係に、ある人物から見て共通の祖先のいる者たちを言う（例えば、兄弟姉妹、直系尊属の兄弟姉妹の子孫など）。

## 庶家とは
庶家という概念は主に日本の封建時代、特に鎌倉時代から戦国時代、江戸時代にかけて武家に見られた血族集団ないし階層のことをいった。宗家と庶家の関係はいわば本家と分家と同義であるが、一般的な分家と異なるのは、分家であれば本家と同姓を称するのが通例であるが、庶家という場合、その多くは宗家と同姓を用いることを避け、あるいは禁じられその多くが別姓を称した家柄が多いという点にある。多くの武家では宗家と主従関係を結ばれた結果、宗家の一門としての待遇を離れ主家と祖先を同じくする家臣として位置づけられていった。
守護の家柄で代表的な例を上げると、武田信玄を出した武田氏が著名である。武田氏の家臣団には、守護の兄弟子女、あるいは女婿を中心とするご親類衆があるが、板垣氏や甘利氏など、同じ甲斐源氏を祖に持つ庶流の家柄にあるものは、主に武田氏の家老を務める御譜代衆、国衆として位置づけられていた。同じく戦国大名として活躍した毛利元就を出した毛利氏では、鎌倉時代以降毛利氏より輩出された坂氏や福原氏などの庶子の一族が庶家衆として、毛利氏当主の兄弟子弟より構成された一門衆に準ずる地位に位置づけられていた。
伝統的権威を求心力とした時代、その重要な要素である血縁や格式が武士の心理において大きく作用した。それは実力がものをいう戦国時代においても同様である。ゆえに、こうした守護や国人などの家政において中枢を占めた庶家衆の多くは宗家たる主家と同族であることを誇りにし、主家に対する忠誠も厚かった。しかし、それはあくまで主家との一定の自立を前提としていた。それは、庶家も主家同様、領土と居城、家臣を養い、主家から一定の独立を保った者も少なくなく、主君と家臣という強固な主従関係というよりは、事実上、宗家を盟主とする同盟関係という性格が強いものであったことによる。それだけに主家と利害対立が起こると、公然と反抗する者もあり、時として主家に攻め込んだり、あるいは幕府に願い出て宗家からの自立を図ることもあった。特に戦国時代に入ると、その動きはより顕著となり、庶家の中にも主家に忠実かつ従順な者もいる一方で、主家を圧倒する者や主家の家政を牛耳る者、主家を追放し下克上を起こす者も登場するようになった。
主家の実権を掌握した庶家の代表例が室町幕府三管領のひとつ、細川氏である。細川氏は足利将軍家同様、足利氏の流れを汲み、同じく将軍家と同族である斯波氏、畠山氏とともに、管領職を持ち回りで司ってきた。しかし、応仁の乱により将軍の権力が失墜すると、細川氏は三管領筆頭の斯波氏、畠山氏を圧倒し、幕政を牛耳るようになった。特に管領 細川政元は将軍足利義稙を追放し、次期将軍に幼い足利義澄を擁立しこれを傀儡化させ、幕政を牛耳っており、室町幕府は事実上、細川氏の政権となった。
また、宗家たる主家に取って代わった例として出雲の戦国大名、尼子氏がある。戦国時代、出雲においては京極氏が出雲守護職に補任されてきたが、同氏が室町幕府において三管領に次ぐ四職の家柄にあり、北近江守護職を兼務していたことから、京極氏の庶流である尼子氏が、京極氏の守護代として出雲国を任されていた。しかし、守護 京極政経の代に入ると、政経は守護代 尼子経久と次第に対立を深め、政経が経久を追放すると、その翌年には尼子経久が奇襲を持って主家を攻め、主君より領土と実権を奪い、出雲守護となった。このように、戦国時代に入ると主家を打倒あるいは追放して主君の座を奪う者、主家から離反し他家に転ずる者、主家を傀儡化し家政を牛耳る者も現れるようになった。
このように、庶家は主家の中で非常に強い影響力を有したが、主家が戦国大名化するにつれ、領土経営に寄与する有能な人材が登用され、主君に忠実な家臣団、直臣団が編成されると、主家とは血縁関係もない、主従関係を結んでから日の浅い者も登用されるようになり、庶家の影響力が低下する例も少なくなかった。守護大名や守護代、国人領主が戦国大名になるためには、それは室町時代以前からの庶家や傘下の土豪とのゆるやかな同盟関係のしがらみを絶ち、強固な主従関係により結ばれた家臣団の獲得こそが大きな条件であったといえる。